# Janusz Waluś
Janusz Jakub Waluś (ur. 14 stycznia 1953 w Zakopanem) – polsko-południowoafrykański działacz skrajnej prawicy, terrorysta i zabójca czarnoskórego przywódcy Południowoafrykańskiej Partii Komunistycznej i jednego z liderów Afrykańskiego Kongresu Narodowego Chrisa Haniego.

## Życiorys

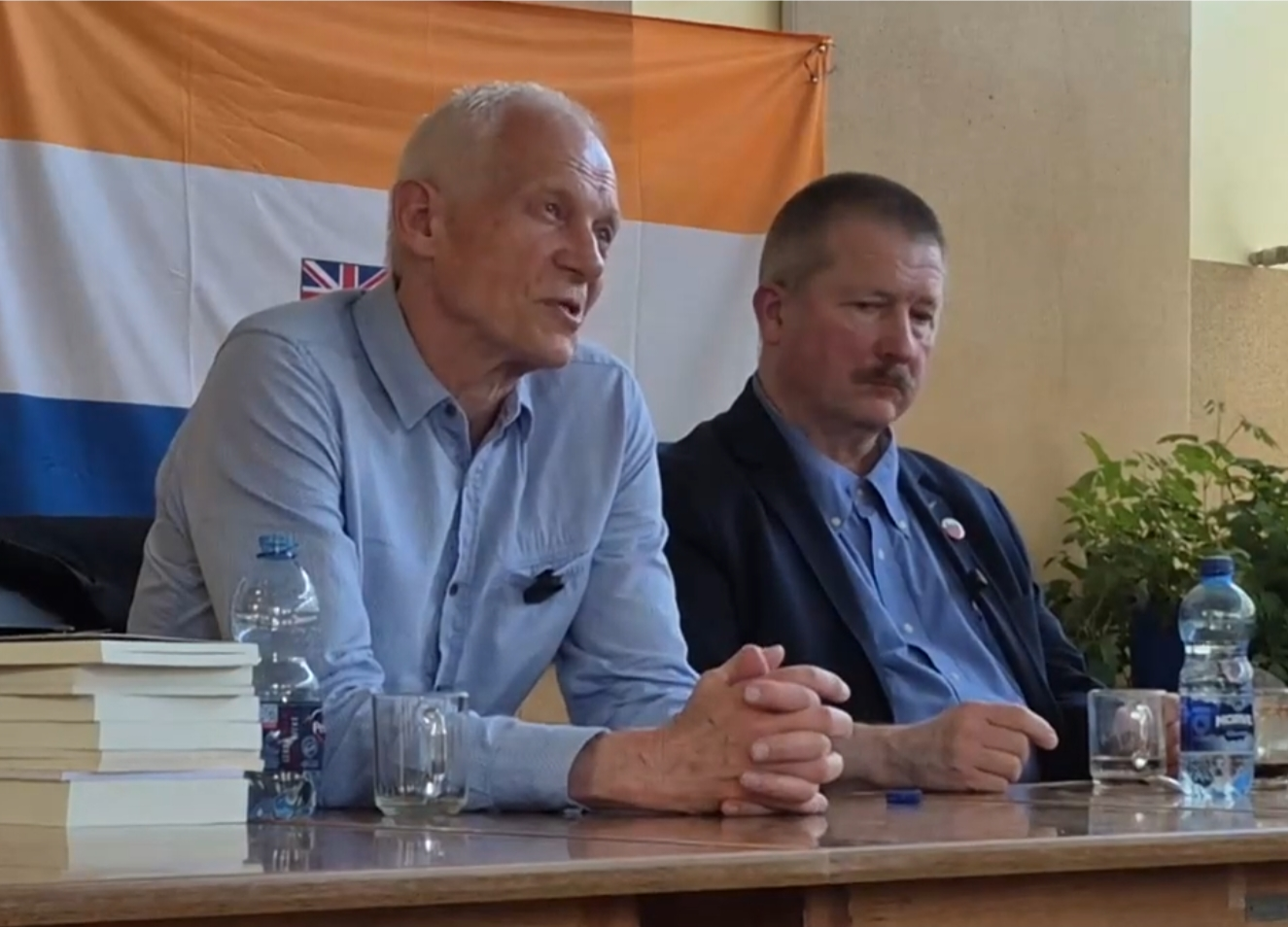
Janusz Waluś i Tomasz Szczepański na spotkaniu zorganizowanym przez Stowarzyszenie na rzecz Tradycji i Kultury „Niklot” (14 czerwca 2025)

### Młodość
Urodził się w Zakopanem, na Podhalu, choć publicysta Adam Tycner wskazuje okolice Szczyrku. W rodzinie, wywodzącej się z Kresów, panowała atmosfera antykomunistyczna. Jak sam podaje w 1959 r. jego rodzina z Zakopanego przeniosła się na wieś w okolicach Krakowa, następnie do samego Krakowa gdzie po ukończeniu szkoły podstawowej zdał egzaminy do I LO. Z powodu trudności w nauce przeniósł się do V LO, gdzie w 1972 r. zdał maturę.
Jego rodzice wraz z Januszem i jego starszym bratem przenieśli się do Radomia. Jego ojciec, Tadeusz Waluś, prowadził prywatny zakład zajmujący się produkcją kryształów, w którym pomagał także jego syn.
W młodości uprawiał sporty samochodowe – zdobył tytuł mistrza Polski w kategorii Fiat 127. Mówił, że był „sympatykiem 'Solidarności', ale bliżej mu było do KPN”.
Domniemane zaangażowanie Walusia w działalność antykomunistyczną zakwestionował Cezary Łazarewicz, według którego „nigdy [go] to nie interesowało. Wolał się ścigać samochodem sportowym” oraz „nie zrobił nawet kroku, by z tą rodzącą się opozycją mieć cokolwiek wspólnego. Przez cały karnawał 'Solidarności' również nie wykazał żadnego zainteresowania polityką”. Także Ewa Waluś zaprzeczyła, by jej ojciec włączył się w działania opozycji demokratycznej w PRL-u: „razem z dziadkiem i bratem prowadzili hutę szkła w Radomiu. [...] za komuny wiodło im się świetnie” oraz „Kiedyś zagadnęłam ojca, dlaczego nie dołączył do 'Solidarności'. Odpowiedział, że zupełnie go to nie interesowało”.

### Emigracja do Południowej Afryki
W 1981 roku wyemigrował do Południowej Afryki, gdzie dołączył do ojca i brata, którzy przybyli tam w połowie lat 70. XX wieku. Wspólnie z nimi, podobnie jak wcześniej w Polsce, prowadził niewielką hutę szkła. Gdy po kilku latach ich rodzinny interes zbankrutował, ojciec opuścił Południową Afrykę ale bracia pozostali, zajmując się różnymi profesjami – starszy brat założył przedsiębiorstwo, a Janusz Waluś został kierowcą ciężarówki.

### Działalność polityczna

Flaga neonazistowskiej organizacji Afrykanerski Ruch Oporu (Afrikaner Weerstandsbeweging), której członkiem był Janusz Waluś

W 1986 roku przyjął południowoafrykańskie obywatelstwo i silnie zaangażował się w działalność polityczną. W czasie rosnących antagonizmów rasowych, światopoglądowych i narodowych stanął po stronie afrykanerskich nacjonalistycznych działaczy, dążących do utrzymania systemu segregacji rasowej – apartheidu. Wstąpił kolejno do rządzącej Partii Narodowej, następnie Partii Konserwatywnej, a w końcu do neonazistowskiej i terrorystycznej organizacji Afrykanerski Ruch Oporu (Afrikaner Weerstandsbeweging).
Gdy w lutym 1990 roku, decyzją prezydenta Frederika Willema de Klerka, uwolniono Nelsona Mandelę i zalegalizowano działalność największych opozycyjnych stowarzyszeń – Afrykańskiego Kongresu Narodowego i Południowoafrykańskiej Partii Komunistycznej, ruchy afrykanerskie uległy zradykalizowaniu. Skrajna rasistowska prawica, w której szeregach był Waluś, była zdecydowanie przeciwna postępującym przemianom politycznym. Oprócz sprzeciwu wobec nadania praw obywatelskich i wyborczych czarnej większości obawiała się również skutków rosnącego poparcia dla komunistów.

### Zabójstwo Haniego
10 kwietnia 1993 roku zastrzelił Chrisa Haniego, orędownika pokojowych zmian w RPA, przed jego domem w Boksburgu koło Pretorii. W sądzie tak opisał sam moment zabójstwa:

Wychodził ze swojego samochodu. Wsadziłem pistolet Z88 za pasek z tyłu moich spodni i podszedłem do niego. Nie chciałem strzelać w plecy, więc zawołałem: Mister Hani. Odwrócił się, a ja wyciągnąłem pistolet i strzeliłem w niego. Kiedy się przewracał, strzeliłem drugi raz. Tym razem w głowę. Kiedy upadł na ziemię, oddałem jeszcze dwa strzały w skroń. Zaraz potem wsiadłem do samochodu i odjechałem stamtąd najszybciej, jak to było możliwe.

### Reakcje po zabójstwie i proces
Mord na czołowym działaczu opozycji zradykalizował nastroje społeczne, grożąc tym samym fiaskiem rozmów między apartheidowskim rządem a opozycją. Bojową atmosferę w kraju załagodzono głównie dzięki działaniom Nelsona Mandeli. Kilka dni po morderstwie przypomniał on w przemówieniu telewizyjnym, że chociaż zabójcą był człowiek o białym kolorze skóry, to sprawca został odnaleziony dzięki pomocy białej kobiety, Afrykanerki.
Za zlecenie zabójstwa odpowiedzialny był lider Partii Konserwatywnej Clive Derby-Lewis. Polityk podżegał Walusia do zbrodni i dostarczył mu broń. Obydwaj działacze zostali skazani na karę śmierci. Dzięki zniesieniu tej kary w Południowej Afryce, wyrok zamieniono na dożywotnie więzienie. Na znalezionej u Derby-Lewisa liście potencjalnych ofiar Hani znajdował się na trzeciej pozycji, pierwszym był Nelson Mandela, a drugi Joe Slovo. W 1997 roku Janusz Waluś stanął przed Komisją Prawdy i Pojednania, stworzoną w celu rozliczenia zbrodni apartheidu. Wyrok nie został uchylony.

### Dalsze lata
W czerwcu 2015 roku ambasada RP w Pretorii przekazała do Ministerstwa Sprawiedliwości prośbę Janusza Walusia, odbywającego w Południowej Afryce karę dożywotniego pozbawienia wolności, o umożliwienie mu odbycia reszty tej kary w Polsce.
10 marca 2016 roku sąd w Pretorii orzekł, że Janusz Waluś może w ciągu 14 dni po ustaleniu wysokości kaucji zostać zwolniony warunkowo z więzienia. Rzecznik Ministerstwa Sprawiedliwości Południowej Afryki Mthunzi Mhaga poinformował, że istnieje możliwość złożenia apelacji i ten wyrok nie jest równoznaczny z wypuszczeniem Walusia na wolność. Ministerstwo Sprawiedliwości Południowej Afryki skorzystało zatem z prawa do odwołania się od wyroku stołecznego sądu. Rozprawę apelacyjną wyznaczono na 5 maja 2017 roku, a następnie przełożono na 29 maja 2017 roku. Na rozprawie 29 maja Najwyższy Sąd Apelacyjny w Bloemfontein odłożył swoją decyzję do czasu, gdy Ministerstwo Sprawiedliwości Południowej Afryki uzupełni apelację w sprawie. W dniu 18 sierpnia 2017 roku Najwyższy Sąd Apelacyjny podjął decyzję uchylającą postanowienie sądu w Pretorii. Waluś pozostał więc w więzieniu.
Na początku 2017 roku, po 30 latach, zrzekł się południowoafrykańskiego obywatelstwa, aby ułatwić tym samym proces zwolnienia przedterminowo z więzienia i powrotu do Polski, jednak latem tego samego roku sąd zdecydował, że Waluś będzie kontynuować odbywanie kary więzienia w Południowej Afryce.
21 listopada 2022 roku Trybunał Konstytucyjny w Południowej Afryce zadecydował o warunkowym zwolnieniu Walusia z więzienia. Od 29 listopada Waluś przebywał w szpitalu, po tym jak został zraniony nożem przez innego więźnia. Na wolność wyszedł 7 grudnia. Okres zwolnienia warunkowego wynosił dwa lata, a podczas jego trwania Waluś nie mógł opuszczać terytorium Południowej Afryki. Deportowany z RPA, 7 grudnia 2024 roku wrócił do Polski. Przez cały lot towarzyszył mu Grzegorz Braun i Tomasz Stala. W hali przylotów Lotniska Chopina w Warszawie przywitali go członkowie klubu motocyklowego Bad Company.

## Kontrowersje

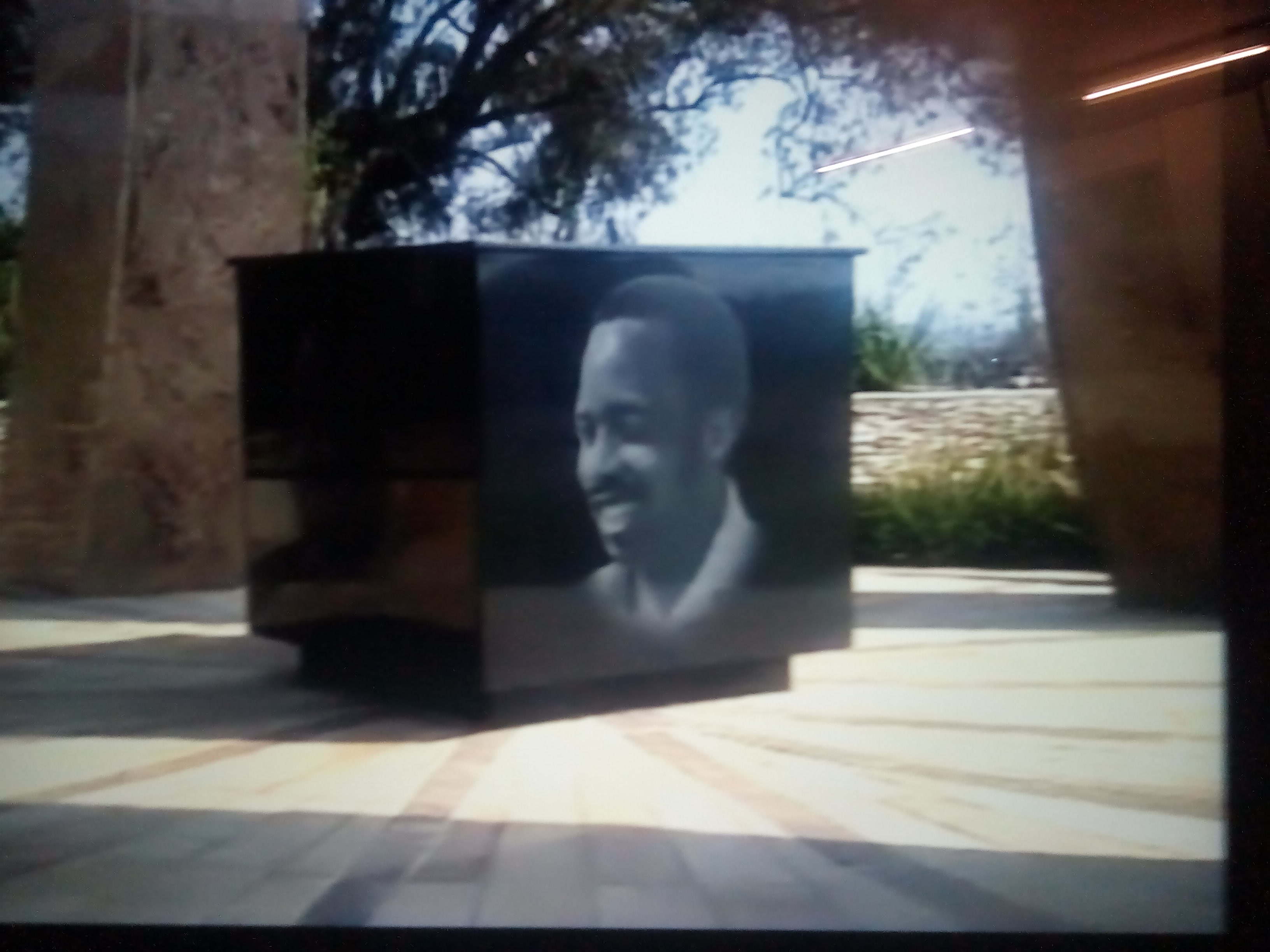
Pomnik upamiętniający Chrisa Haniego w Boksburgu

Mimo upływu czasu osoba Janusza Walusia nadal budzi emocje. Przez zwolenników opozycji antyapartheidowskiej traktowany jest jako brutalny zabójca charyzmatycznego lidera, w którym wielu opozycjonistów widziało przyszłego przywódcę Południowej Afryki. Przeciwnicy Walusia oskarżają go też o wywołanie wysokiego, zdaniem niektórych, ryzyka zerwania pokojowych negocjacji znoszących apartheid, co skutkowało podburzeniem i tak silnie zantagonizowanego społeczeństwa do wojny rasowej. Przypominają też o współpracy Walusia nie tylko z afrykanerskimi terrorystami, ale i bojówkarzami o profilu neonazistowskim i suprematystycznym.
Dla silnie konserwatywnej części białej społeczności (głównie afrykanerów) Waluś jest bohaterem, który uratował ich kraj przed – ich zdaniem – niebezpieczeństwem wiążącym się z dojściem komunistów do władzy.
W 2013 roku na polskim rynku ukazała się publikacja Zabić Haniego. Historia Janusza Walusia autorstwa Michała Zichlarza. W 2019 roku Cezary Łazarewicz opublikował natomiast książkę Nic osobistego. Sprawa Janusza Walusia.
We wrześniu 2024 Sąd Rejonowy dla Warszawy-Śródmieścia umorzył postępowanie karne przeciwko działaczce Narodowego Odrodzenia Polski Marzenie D., oskarżonej o publiczne pochwalanie popełnionego przez Janusza Walusia morderstwa politycznego. Podczas pikiety zorganizowanej w 2021 przez działaczy NOP przed ambasadą RPA w Warszawie stwierdziła ona, że „Janusz Waluś nie dokonał aktu politycznego terroryzmu. Była to polityczna święta egzekucja”. Swoje przemówienie zakończyła słowami: „Żądamy wolności dla bohatera!”. Sąd uznał, że nie popełniła ona przestępstwa, lecz jedynie wykroczenie, którego karalność już się przedawniła.

## Waluś w Polsce
Po powrocie do Polski Waluś potwierdził swoje przywiązanie do ideologii rasizmu i brak skruchy w związku z zabójstwem, którego się dopuścił. W jednym z wywiadów przekonywał o słuszności tego czynu: „Musieliśmy kogoś zlikwidować”. 
W kwietniu 2024 Stowarzyszenie „Nigdy Więcej” opublikowało raport na temat gloryfikowania Walusia przez skrajną prawicę w Polsce. Udokumentowano w nim szereg publicznych wyrazów poparcia ze strony polityków czy kibiców piłkarskich (pierwszy raport na ten temat ukazał się w 2020 roku). Uznanie dla Walusia było demonstrowane w mediach społecznościowych, na transparentach podczas meczów, a także na murach miast. Jego zwolennicy ogłosili też zbiórki pieniężne na jego rzecz. 
Po powrocie Walusia do Polski jego córka Ewa Waluś w wypowiedziach medialnych poinformowała, że nigdy nie podzielała poglądów ojca. Podkreśliła, że „głoszenie tak szkodliwych, rasistowskich, neonazistowskich haseł jest skandaliczne, a przede wszystkim niebezpieczne”. Przestrzegała również, że „ten człowiek może być niebezpieczny dla kraju, który ja kocham. Chce przyłożyć rękę do faszyzmu i rasizmu”.